# 대한민국 진실·화해를위한과거사정리위원회
진실·화해를위한과거사정리위원회(眞實·和解를爲한過去事整理委員會, Truth and Reconciliation Commission of Korea, TRCK) 혹은 진실화해위원회(眞實和解委員會)는 2005년 5월 3일 대한민국 국회에서 통과된 진실ㆍ화해를 위한 과거사정리 기본법(약칭: 과거사정리법)에 의해 2005년 12월 1일 출범한 위원회로 항일독립운동, 일제강점기 이후 국력을 신장시킨 해외동포사, 광복이후 반민주적 또는 반인권적 인권유린과 폭력 학살 의문사 사건 등을 조사하여 은폐된 진실을 밝혀 과거와의 화해를 통해 국민통합에 기여하기 위해 만들어진 대한민국의 독립적인 국가 조사기관이다.
진실화해위원회는 한시조직이기는 하지만 국가인권위원회처럼 독립적인 국가 기관으로서 입법, 사법, 행정 3부 어디에도 속하지 않고 독자적으로 업무를 수행하는 위원회로 독립위원회의 성격을 지닌 위원회다. 2010년 6월 30일 4년 2개월만에 조사를 마무리하고 활동을 완료했다. 2005년 설립 이후 1년간 10,860건을 접수하고 2006년 4월 25일 첫 조사를 개시하고 4년 2개월 동안 총 11,172건의 조사를 마무리했다.
진실화해위는 사건과 관련된 문헌자료를 검토하는 것을 기본 업무로 해서 신청인과 참고인의 진술을 청취하고 직접 사건이 발생한 현장을 방문 조사했다. 그리고 그 결과를 담은 조사보고서에 대해 조사국 소위원회와 전원위원회의 심의와 의결을 거쳐왔다. 또한 진실화해위는 국가로부터 피해 사실이 확인될 경우 국가의 공식사과와 피해자의 명예회복을 위한 적절한 조치를 취해줄 것으로 국가에 권고해 오기도 했다. 진실화해위는 조사활동이 만료됨에 따라 종합보고서를 작성해 2010년 12월까지 대통령과 국회에 보고하고, 12월 31일 해산하였다.
그러나 해산 이후 10여 년간 집단수용시설인 부산 형제복지원 피해자를 비롯한 한국전쟁 전후 민간인 집단희생사건 유족회, 시민사회단체 등은 과거사 진실규명을 끊임없이 요구했다. 그 결과 2020년 5월 국회 여야가 과거사법 개정을 함으로써 2020년 12월 10일  2기 진실·화해를위한과거사정리위원회가 출범했다. 2기 진실화해위원회는 높아진 인권감수성으로 단체 사건으로 접수된 집단수용시설에서 벌어진 국가에 의한 인권침해사건인 형제복지원 사건, 서산개척단 사건, 선감학원 아동 인권침해 사건 등을 비롯한 삼청교육대 사건 등에  대해 기자회견을  통해 조사결과를 발표해 외신을 비롯한 국내외 언론의 많은 보도가 이어졌다. 또한 국가에 대해  사건 희생자와 피해자에 대한 명예 회복과 피해 회복을 위한 후속조치를 권고하였다. 향후 과거사재단 설립과 피해자를 위한 배보상법안 제정 등의 과제를 안고 있다.

## 연혁
- 2005년 5월 31일 - 진실·화해를 위한 과거사정리와 관련된 업무를 수행하기 위해 진실화해를위한과거사정리위원회 설치를 골자로하는 진실·화해를 위한 과거사정리 기본법 제정[1]
- 2005년 12월 1일 - 진실화해를위한과거사정리위원회 출범
- 2010년 6월 30일 - 활동완료
- 2010년 12월 31일 - 해산
- 2020년 12월 10일 - 2기 진실화해위원회 출범

## 조직

### 위원장
| 시대구분 | 이 름  | 임기                               |
| -------- | ------ | ---------------------------------- |
| 초대     | 송기인 | 2005년 12월 1일 - 2007년 11월 30일 |
| 제2대    | 안병욱 | 2007년 12월 1일 - 2009년 11월 30일 |
| 제3대    | 이영조 | 2009년 12월 1일 - 2010년 12월 31일 |

### 운영 및 업무조직
1기 진실화해위원회는 장관급인 위원장 1인과 차관급인 상임위원 3명 그리고 비상임위원 11명으로 구성된다. 위원장을 포함한 위원의 임기는 2년이며 연임 가능하다. 결원이 생길시에는 30일 이내에 선출 또는 지명 후, 즉시 임명하며 후임자의 임기는 새로이 개시된다.
다만 위원, 배우자(배우자이었던 자 포함)가 사건의 가해자 또는 피해자인 경우, 위원이 사건의 가해자 또는 피해자와 친족관계에 있거나 있었던 경우, 위원이 해당 사건의 수사나 재판에 관여하였던 경우, 위원이 해당 사건에 관하여 증언이나 감정을 한 경우, 위원이 해당 사건에 관하여 당사자의 대리인으로 관여하거나 관여하였던 경우, 신청인이나 조사대상자가 위원회에 기피신청을 한 위원일 경우 위원의 의안 심의 · 의결시 제척 · 기피 · 회피사유가 되어 위원회의 의결에 따라 관련 사건 심사에 참여할 수 없다.
위원회의 의사는 원칙적으로 공개하지만 위원회나 소위원회가 중대사안으로 인정한 경우 공개하지 않을 수 있다. 사건에 대한 의결은 재적위원 과반수의 찬성이다.
그리고 진실화해위원회의 업무를 위해 사무처를 둔다. 사무처에는 정책보좌관실, 홍보담당관실, 행정관리국(대외협력과, 총괄기획과, 운영관리과, 기록정보과), 조사1국, 조사2국, 조사3국 등을 두어 진실화해위원회의 각종업무를 처리한다. 이중 조사1국은 조사총괄과, 조사1~3팀, 조사2국은 조사총괄과, 조사1~3팀, 조사3국은 조사총괄과, 조사1~3팀을 둔다.(2010. 7. 현재)
2기 진실화해위원회는 조사개시일인 2021년 5월 27일부터 3년 후인 2024년 5월 26일까지 활동하게 되며 1년을 연장할 수 있다. 위원장 임기는 2년이며 연임이 가능하다. 위원은 상임위원 3명을 포함한 9명으로 구성된다. 위원장은 대통령이 상임위원 중에서 임명한다. 나머지 8명은 국회 여야가 4명씩 각각 추천하게 되어 있다. 현재 조직은 1개 사무처, 1개 기획운영관(대외협력담당관, 운영지원담당관), 조사1국(조사1과~조사3과, 조사1팀), 조사2국(조사5과~조사8과, 3.15의거과)으로 구성되어 있다. 위원 전체가 참석하는 위원회 전체회의가 있다. 제1소위원회는 항일독립운동과 해외동포사, 한국전쟁 발발 전후 민간인 집단희생사건을 조사한다. 제2소위원회는 해방이후 권위주의 시기 인권침해 사건을 조사한다. 이외에도 화해위원회, 종합보고서위원회, 자문회의가 있다.
인원은 2022년 9월 22일 기준으로 220명이다. 여기에는 정무직 3명, 별정직 76명, 국가직 54, 지방직 44명, 국방 2명, 전문임기 18명, 사무보조 22명이 근무하고 있다.

## 소관 법률
- 진실·화해를 위한 과거사정리 기본법

## 조사대상
진실화해위원회의 조사대상은 일제강점기의 항일독립운동 및 해외동포사, 한국전쟁 전후의 민간인 집단 희생사건, 권위주의 통치기의 인권침해ㆍ조작의혹사건ㆍ의문사, 대한민국의 정통성을 부정하는 세력에 의한 테러ㆍ인권유린ㆍ 폭력, 역사적으로 중요한 사건으로서 위원회가 진실규명이 필요하다고 인정한 사건 등으로 현대사의 거의 모든 영역을 아우른다.
피해자의 신청뿐만 아니라 위원회 직권으로도 조사에 착수할 수 있어 운신의 폭도 넓다. 과거사위는 조사 대상자와 참고인에게 진술서 및 관련자료 제출, 위원회 출석 등을 요구할 수 있으며 3회 이상 불응한 사람에게는 동행명령까지 내릴 수 있다.
1기 진실화해위원회 조사 시한은 위원회가 구성되어 최초의 조사개시 결정일로부터 4년간이며 2년의 범위에 한해 연장할 수 있다. 이 경우 기본활동기간 만료 3월 전에 대통령 및 국회에 보고 후 연장 활동을 하게 되어 있다. 이에 따라 위원회는 2010. 1. 22. 전원위원회에서 2개월 6일을 연장하여 지난 2010년 6월 30일자로 조사활동이 종료되었다. 이후 위원회는 법에 따라 6개월간 종합보고서를 작성하여 대통령과 국회에 보고하고 지난 2010년 12월 31일 모든 활동을 마쳤다.
1기 진실화해위원회는 행정·입법·사법부 등 어디에도 소속되지 않은 독립위원회로 활동하였으며, 2009년에는 국가에 대해 한국전쟁 전후 민간인 집단희생사건 관련 「배.보상 특별법 제정 건의」및「유해 발굴과 안장을 위한 건의」, 「과거사연구재단 설립을 위한 건의」등의 정책권고를 하였다.

진실화해위원회는 이와 함께 과거 조사를 바탕으로 희생자와 피해자를 위한 명예회복 조치를 국가에 권고하게 된다. 특히 국가의 민사상 시효이익을 포기하는 특별법이 제정될 경우, 부당한 국가 공권력에 의한 피해자들이 시효와 상관없이 국가배상을 받을 수 있게 되는데 아직 특별법 제정은 이루어지지 않았다.(2023. 1. 현재)

## 같이 보기
- 언론통폐합 사건
- 보도연맹 사건
- 여수·순천 사건
- 강기훈 유서대필 의혹 사건
- 형제복지원 사건
- 서산개척단 사건
- 선감학원 아동 인권침해 사건
- 삼청교육 피해 사건
- 대학생 강제징집 및 녹화공작 사건